# Aeronautica militare e difesa aerea del Tagikistan
La Aeronautica militare e difesa aerea del Tagikistan è l'aeronautica militare del Tagikistan e parte integrante delle Forze armate del Tagikistan.

## Aeromobili in uso
Sezione aggiornata annualmente in base al World Air Force di Flightglobal del corrente anno. Tale dossier non contempla UAV, aerei da trasporto VIP ed eventuali incidenti accorsi durante l'anno della sua pubblicazione. Modifiche giornaliere o mensili che potrebbero portare a discordanze nel tipo di modelli in servizio e nel loro numero rispetto a WAF, vengono apportate in base a siti specializzati, periodici mensili e bimestrali. Tali modifiche vengono apportate onde rendere quanto più aggiornata la tabella.
| Aeromobile             | Origine     | Tipo                       | Versione (denominazione locale) | In servizio (2024) | Note                                                         | Immagine |
| Aerei da addestramento |             |                            |                                 |                    |                                                              |          |
| Aero L-39 Albatros     | Rep. Ceca   | aereo da addestramento     | L-39C                           | 4                  | 4 L-39C in servizio al febbraio 2023.                        |          |
| Aerei da trasporto     |             |                            |                                 |                    |                                                              |          |
| Antonov An-26 Curl     | Ucraina     | aereo da trasporto tattico | An-26                           | 1                  |                                                              |          |
| Boeing 787             | Stati Uniti | aereo da trasporto VIP     | B787-8                          | 0                  | 1 B787-8 ex Fuerza Aérea Mexicana acquistato ad aprile 2023. |          |
| Elicotteri             |             |                            |                                 |                    |                                                              |          |
| Mil Mi-8 Hip           | Russia      | elicottero utility         | Mi-8                            | 14                 |                                                              |          |
| Mil Mi-24 Hind         | Russia      | elicottero d'attacco       | Mi-24                           | 6                  |                                                              |          |